# Сорбара (Мантова)
Сорбара је насеље у Италији у округу Мантова, региону Ломбардија.
Према процени из 2011. у насељу је живело 100 становника. Насеље се налази на надморској висини од 37 м.